# Nolay (Nièvre)
Nolay – miejscowość i gmina we Francji, w regionie Burgundia-Franche-Comté, w departamencie Nièvre.
Według danych na rok 1990 gminę zamieszkiwało 339 osób, a gęstość zaludnienia wynosiła 8 osób/km² (wśród 2044 gmin Burgundii Nolay plasuje się na 578. miejscu pod względem liczby ludności, natomiast pod względem powierzchni na miejscu 60.).